# Joaquim Serratosa i Dalmau
Joaquim Serratosa i Dalmau (1878 - Figueres, 1936). Fou organista, flautista, director i mestre d'harmonia i composició.
Va ser nomenat, pel bisbe de Girona, per al benefici vacant de l'organista de Castelló d'Empúries, l'any 1905. Va exercir aquest càrrec fins que morí. També se sap, segons Eduard Simon i Callís, que va ser director de la capella de cant, almenys fins 1920. A més, va ser mestre d'harmonia i composició de Martí Pou Ventós i de Josep Blanch i Reynalt. Tanmateix, es coneix que tocava magistralment la flauta a l'orquestra de la capella de la catedral de Girona, dirigida per Miquel Rué. Va musicar els goigs dedicats a Benaventurat Maurici Proeta, religiós agustí de Castelló d'Empúries, amb lletra de Moisès Iglesias. Va morir, l'any 1936, afusellat al Castell de Sant Ferran de Figueres.